# Strongylodesma areolata
Strongylodesma areolata är en svampdjursart som beskrevs av Claude Lévi 1969. Strongylodesma areolata ingår i släktet Strongylodesma och familjen Latrunculiidae.
Artens utbredningsområde är havet utanför Sydafrika. Inga underarter finns listade i Catalogue of Life.